# فرودگاه آرلیت
فرودگاه آرلیت (به انگلیسی: Arlit Airport) یک فرودگاه همگانی با کد یاتا RLT است . این فرودگاه در شهر آرلیت کشور نیجر قرار دارد .